# Philip Sheridan
Philip Henry Sheridan (født 6. marts 1831, død 5. august 1888) var en karriereofficer i den amerikanske hær og general i den amerikanske borgerkrig. Hans karriere var kendetegnet ved hans hurtige opstigen til generalmajor i den amerikanske borgerkrig og hans tætte forbindelse til generalløjtnant Ulysses S. Grant, som overførte Sheridan fra at kommandere en infanteridivision i det vestlige operationsområde til at lede et kavalerikorps i Army of the Potomac i øst. I 1864
besejrede han Sydstaternes styrker i Shenandoah-kampagnen, og hans ødelæggelse af den økonomiske infrastruktur i dalen, som de lokale kaldte "afbrændingen", var et af de første eksempler på brugen af den brændte jords taktik i krigen. I 1865 forfulgte hans kavaleri general Robert E. Lee, og dette havde stor betydning for, at han blev tvunget til overgivelse ved Appomattox Courthouse.
Sheridan deltog i de senere år af Indianerkrigene på de store prærier, hvilket sværtede hans rygte blandt nogle historikere, som beskylder ham for racisme og folkemord. Både som soldat og privat borger var han medvirkende til etablering og beskyttelse af Yellowstone National Park.

## Tidlige år
Sheridan hævdede selv, at han var født i Albany, hovedstaden i New York, som tredje barn i en flok på seks. Hans forældre, John og Mary Meenagh Sheridan, var immigranter fra sognet Killinkere i Irland. Han voksede op i Somerset i Ohio. Som fuldvoksen var han kun 1,65 m høj, hvilket gav ham øgenavnet "Little Phil". Abraham Lincoln beskrev hans udseende i en berømt anekdote: "En brun, firskåren lille fyr med en lang krop, korte ben, ikke nok hals til at man kunne hænge ham, og arme så lange, at hvis hans ankler klør, kan han klø dem uden at bøje sig."
Som dreng arbejdede Sheridan hos byens købmand, senere som førstemand og bogholder for en manufakturhandler. I 1848 blev han optaget på West Point gennem en af sine kunder Thomas Ritchey. Ritcheys første kandidat dumpede på dårlige matematikkundskaber og en dårlig holdning. I sit tredje år på West Point fik Sheridan et års suspension for at slås med en klassekammerat William R. Terrill. Den foregående dag havde Sheridon truet med at spidde ham på en bajonet, da han følte sig fornærmet af Terrill på paradepladsen. Han fik sin eksamen i 1853 som nr. 34 af 52 kadetter.
Sheridan fik rang af midlertidig sekondløjtnant og blev tildelt det første infanteriregiment ved Fort Duncan i Texas. Dernæst kom han til 4. infanteriregiment ved Fort Reading i Californien. Det meste af hans tjeneste med regimentet foregik i det nordvestlige USA og begyndte med en topografisk opmåling i Willamette Valley i 1855. Under denne ekspedition blev han involveret i Yakima-krigen og Rogue River-krigene og fik erfaring i at lede små kampgrupper. Han blev såret (en kugle strejfede hans næse den 28. marts 1857 ved Middle Cascade i Oregon Territoriet), og han fik nogle af de diplomatiske færdigheder, som er nødvendige for at forhandle med indianerstammer. Han boede med en elskerinde i en del af sin tjenestetid – en indianske kvinde ved navn Sidnayoh (som blev kaldt Frances af sine hvide venner), datter af høvdingen for Klickitat-stammen. Sheridan glemte at omtale dette forhold i sine memoirer. Han blev forfremmet til premierløjtnant i marts 1861, lige før borgerkrigen, og til kaptajn i maj efter slaget ved Fort Sumter.

## Borgerkrigen

### Det vestlige operationsområde
I efteråret 1861 blev Sheridan beordret til Jefferson Barracks i Missouri til 13. infanteriregiment. Han rejste fra sin post på Fort Yamhill i Oregon via San Francisco over Panamatangen til New York og hjem til Somerset til en kort orlov. På vej til sin nye post aflagde han et høflighedsbesøg hos generalmajor Henry W. Halleck i St. Louis, som beordrede ham til at gennemgå sin forgænger generalmajor John C. Frémonts økonomiske bilag. Hans administration var sværtet af beskyldninger om overforbrug og svindel, som såede tvivl om så stort et beløb som 12 mio. dollars.
I december blev Sheridan udpeget til øverste forplejningsofficer for en hær i det sydvestlige Missouri, men overbeviste områdets kommandant, Halleck, om at han også skulle give ham posten som øverste forsyningsofficer. I januar 1862 tiltrådte han tjeneste hos generalmajor Samuel Curtis og tjente under ham i slaget ved Pea Ridge, før han blev afløst i sit stabsjob af en af Curtis' bekendte. Tilbage i Hallecks hovedkvarter fulgte han hæren i belejringen af Corinth og gjorde tjeneste som assistent for hærens topografiske ingeniør, men stiftede også bekendtskab med brigadegeneral William T. Sherman, som tilbød ham at blive oberst for et regiment fra Ohio. Denne post blev dog ikke til noget, men Sheridan blev efterfølgende hjulpet af venner, herunder den senere krigsminister Russell A. Alger, som ansøgte om forfremmelse på hans vegne hos staten Michigans guvernør Austin Blair. Sheridan blev udnævnt til oberst for 2. Michigan Kavaleri regiment den 27. maj 1862, selv om han ikke havde nogen erfaring indenfor denne våbengren.
En måned senere kommanderede Sheridan sine første styrker i kamp i form af en lille brigade, som også omfattede hans eget regiment. I slaget ved Booneville den 1. juli 1862 bremsede han adskillige regimenter af brigadegeneral James R. Chalmers' sydstatskavaleri, afværgede et stort angreb i flanken med en lydstærk afledning og indgav vigtige efterretningsrapporter om fjendens planer. Hans handlinger imponerede divisionens ledere, herunder brigadegeneral William S. Rosecrans, så de anbefalede, at Sheridan blev forfremmet til brigadegeneral. De skrev til Halleck: "Brigadegeneraler er knappe; gode er knappe … De undertegnede anmoder respektfuldt om, at De vil skaffe Sheridan en forfremmelse. Han er sin vægt værd i guld”. Forfremmelsen blev bekræftet i september, men blev dateret til 1. juli som en belønning for hans handlinger ved Booneville. Det var lige efter Booneville, at en af hans officerskolleger gav ham hesten Rienzi (efter træfningen i Rienzi, Mississippi), som han red på i resten af krigen.
Sheridan fik kommandoen over 11. division i III korps i generalmajor Don Carlos Buells Army of the Ohio. Den 8. oktober 1862 anførte Sheridan sin division i slaget ved Perryville. Selv om han havde ordre til ikke at fremprovokere et slag, før hele hæren var fremme, pressede Sheridan ikke desto mindre sine folk langt forbi Unionens slaglinje og besatte den omstridte vandforsyning ved Doctor's Creek. Selv om han blev beordret til at trække sig tilbage af chefen for III korps, general Charles Gilbert, blev konføderationens tropper ansporet af Sheridans overilede bevægelse til at åbne slaget, som blev et blodigt dødvande, hvor begge sider led store tab.
Den 31. december 1862, den første dag i slaget ved Stones River, forudså Sheridan et sydstatsangreb og placerede sin division efter det. Hans division modstod angrebet, indtil ammunitionen slap op, og den blev tvunget til at trække sig tilbage. Dette havde givet unionshæren tid til at opbygge en stærk defensiv position. For denne handling blev han forfremmet til generalmajor 10. april 1863 (med virkning fra 31. december 1862) og fik kommandoen over 2. division i IV korps af Army of the Cumberland. På 6 måneder var han dermed blevet forfremmet fra kaptajn til generalmajor.
Army of the Cumberland overvandt chokket fra Stones River og forberedte sig på sin sommeroffensiv mod sydstatsgeneralen Braxton Bragg. Sheridans division var den forreste division i Rosecrans' vellykkede Tullahoma kampagne.
På den anden dag i slaget ved Chickamauga, 20. september 1863, holdt Sheridans division tappert stand på Lytle Hill mod et angreb fra generalløjtnant James Longstreets korps, men kunne ikke holde i længden. Hærens øverstbefalende, general Rosecrans, flygtede til Chattanooga uden at efterlade ordrer til sine underordnede, og Sheridan, som var usikker på, hvad han skulle gøre, gav ordre til sin division om at følge resten af hæren. Kun generalmajor George H. Thomas' XIV korps stod fast. Da han modtog en meddelelse fra Thomas om den desperate situation, hans mænd var i, beordrede Sheridan sin division tilbage i kamp, men den fulgte en snirklet rute og ankom ikke, før Thomas havde trukket sig tilbage efter at have fastholdt Bragg næsten hele dagen. Ikke desto mindre var det formentlig hans forsøg på at komme tilbage, som reddede Sheridans karriere, i modsætning til Rosecrans og nogle af Sheridans ligemænd.
Under slaget ved Chattanooga på Missionary Ridge 25. november 1863 brød Sheridans division sammen med andre i George Thomas' hær gennem Sydstatshærens linjer i et vildt angreb, som overskred de ordrer, som Thomas og Grant havde givet. Lige før angrebet satte ind, sagde Sheridan til dem: ”Husk Chickamauga”, og mange råbte dette navn, mens de som beordret rykkede frem mod fjendens forreste linje. Da denne linje var blevet erobret, kom de imidlertid under ild fra stillinger højere oppe, og de fortsatte op ad bakken. Sheridan opdagede en gruppe sydstatsofficerer, som kunne ses ved toppen af bakken og råbte: ”Her er til jer!”. En granat eksploderede og overdængede ham med jord, og han svarede ”Det var ikke pænt! Jeg tager disse kanoner for det!”. Unionens angreb brød gennem Sydstatshærens linjer på toppen af bakken, og Braggs hær trak sig tilbage. Impulsivt beordrede Sheridan sine mænd til at forfølge Bragg til Konfødationens forsyningsdepot ved Chickamauga Station, men stoppede dem, da han indså, at hans division var den eneste, som var så langt fremme. Efter slaget rapporterede general Grant. ”Army of the Cumberland og nationen kan takke Sheridan for hans hurtige bevægelse, som indbragte hovedparten af de fanger, kanoner og geværer, som blev erobret denne dag. Uden hans hurtige forfølgelse ville meget af dette ikke være blevet opnået".

### Overland-kampagnen
Generalløjtnant Ulysses S. Grant, netop forfremmet til øverstkommanderende for alle Unionens hære, tilkaldte Sheridan til det østlige operationsområde, for at han kunne overtage kavalerikorpset i Army of the Potomac. Sheridan vidste ikke, at han var Grants 2. valg efter generalmajor William B. Franklin, men stabschef Henry W. Halleck anbefalede Sheridan, og Grant fulgte rådet. Efter krigen, og i sine erindringer, hævdede Grant, at Sheridan lige var manden, han ønskede sig. Sheridan ankom til hovedkvarteret for Army of the Potomac 5. april 1864, mindre end en måned inden begyndelsen på Grants omfattende Overland-kampagne mod Robert E. Lee.
I begyndelsen af kampagnen blev Sheridans kavaleri anvendt af hærens øverstbefalende generalmajor George G. Meade i den traditionelle rolle – afskærmning, rekognoscering og bevogtning af tog og bagområder – til Sheridans store frustration. I slaget ved the Wilderness (5. og 6. maj 1864) forhindrede det skovfyldte terræn kavaleriet i at spille nogen væsentlig rolle. Da hæren svingede rundt om sydstatshærens højre flanke i retning af Spotsylvania, havde Sheridans tropper ikke held til at rydde vejen fra the Wildernes og tabte træfninger langs Plant Road 5. maj og Todd's Tavern mellem 6. og 8. maj, hvilket tillod sydstatshæren at nå nogle kritiske vejkryds, inden Unionens infanteri kunne nå frem.
Da Meade gav Sheridan en opsang for ikke at udføre sine opgave med afskærmning og rekognoscering, sådan som han havde fået ordre på, gik Sheridan direkte til Meades overordnede (Grant) og anbefalede, at hans korps i stedet fik til opgave at gennemføre strategiske raids. Grant var enig og sendte ham fra 9. maj til 24. maj af sted på et raid mod Richmond som en direkte udfordring af Sydstaternes kavaleri. Dette raid var ikke så stor en succes som håbet, og selv om hans soldater opnåede at dræbe sydstaternes kavalerichef J.E.B. Stuart under slaget ved Yellow Tavern 11. maj, kom raidet aldrig til for alvor at true Richmond, og det efterlod Grant uden kavaleriefterretninger ved slaget ved Spotsylvania Court House og slaget ved North Anna. Historikeren Gordon C. Rhea skrev: "ved at fjerne sit kavaleri fra Spotsylvania Court House påførte Sheridan Grant et alvorligt handicap i sine slag mod Lee. Unionshæren manglede sine øjne og ører på et kritisk tidspunkt i kampagnen. Og Sheridans beslutning om at rykke dristigt frem mod Richmonds befæstninger lugtede af unødigt teater og bragte hans tropper i fare."
Tilbage ved Army of the Potomac opnåede Sheridans kavaleri en teknisk sejr i slaget ved Haw's Shop (28. maj), men det var en sejr som kostede alvorlige tab og tillod sydstaternes kavaleri at få vigtig information om Unionshærens dispositioner. Sheridan tog det kritiske vejkryds, som udløste slaget ved Cold Harbor fra 1. juni – 12. juni, og modstod et antal angreb, indtil der kom forstærkninger. Derefter fortsatte Sheridan på et raid mod nordvest for at afbryde Virginia Central Railroad og tilsluttede sig generalmajor David Hunter i Shenandoah Dalen. Han blev afskåret af sydstatskavaleri under generalmajor Wade Hampton III og slået i slaget ved Trevilian Station og led således nederlag på alle punkter i raidet.
Der er meget blandede meninger om Sheridans succes i Overland-kampagnen, ikke mindst fordi den klare sejr i slaget ved Yellow Tavern, hvor Stuart blev dræbt, har en tendens til at overskygge andre hændelser og slag. I Sheridans rapport om kavalerikorpsets aktiviteter i kampagnen, hvor han diskuterer strategien i at lade kavaleri kæmpe mod kavaleri, skriver han: "Resultatet var en total succes med næsten fuldstændig udryddelse af rebellernes kavaleri. Vi bevægede os, når og hvor vi ville, vi var altid dem som angreb, og vi sejrede altid." En anderledes opfattelse blev offentliggjort af historikeren Eric J. Wittenberg, som bemærker at ud af fire strategiske raids (Richmond, Trevilian, Wilson-Kautz og First Deep Bottom) og 13 større kavaleriengagementer i kampagnen kan kun Slaget ved Yellow Tavern betegnes som en sejr for Unionen, mens Slaget ved Haw's Shop, Slaget ved Trevilian Station, Slaget ved Meadow Bridge, Slaget ved Saint Mary's Church, og Wilson-Kautz raid var nederlag, hvor Sheridans styrker i nogle tilfælde var tæt på at blive totalt udslettet.

### Hæren i Shenandoah
Gennem hele krigen sendte sydstaterne hære ud fra Virginia gennem Shenandoah dalen for at invadere Maryland og Pennsylvania og true Washington D.C. Generalløjtnant Jubal A. Early fulgte det samme mønster i Shenandoah kampagnen, hvor han håbede på at distrahere Grant under belejringen af Petersburg, og han angreb Unionsstyrker nær Washington og gennemførte raids mod adskillige byer i Pennsylvania. Grant reagerede på det politiske røre og etablerede det nye Middle Military Division, som skulle råde over hæren Army of the Shenandoah. Han overvejede flere forskellige kandidater til at lede divisionen, herunder George G. Meade, William B. Franklin og David Hunter, men ingen af disse kandidater kunne opnå den fornødne støtte, og det endte med at Sheridan kom til at lede både divisionen og hæren, selv om det mødte modstand hos krigminister Edwin M. Stanton, som mente, at Sheridan var for ung til en så høj post. Sheridan overtog ledelsen af begge poster i Harpers Ferry 7. august 1864. Hans mission var ikke kun at besejre Earlys hær og blokere den nordlige invasionsrute, men også at forhindre Konføderationen i at udnytte Shenandoah dalen som spisekammer. Grant sagde til ham: "Folket skal vide, at så længe en hær kan leve imllem dem, vil sådanne raids forventes, og vi er indstillet på at stoppe dem for enhver pris ... Lad ikke fjenden i fred ... Forårsag al den skade på jernbaner og afgrøder, som du kan. Fjern lagre af enhver slags samt negrene, så tilsåning ikke er mulig. Hvis krigen skal fortsætte i et år, skal Shenandoah dalen forblive øde."
Sheridan kom kun langsomt i gang. Han havde brug for at organisere sig og reagere på, at der kom forstærkninger til Early. Grant gav ham besked på ikke at starte en offensiv "med fordelen imod dig", men alligevel udtrykte Grant frustration over Sheridans manglende fremskridt. Hærene holdt sig i ro i over en måned, hvilket afstedkom politisk bestyrtelse i Nordstaterne, efterhånden som præsidentvalget nærmede sig. De to generaler mødtes 16. september i Charles Town i West Virginia og enedes om, at Sheridan skulle begyndte sit angreb inden for fire dage.
Den 19. september 1864 slog Sheridan Earlys langt mindre hær i slaget ved Winchester og fulgte 22. september op med en sejr i slaget ved Fisher's Hill. Da Early forsøgte at omgruppere, begyndte Sheridan missionens straffeoperationer, idet han sendte kavaleri så langt sydpå som til Waynesboro for at tage kvæg og forsyninger og brænde lader, møller, fabrikker og jernbaner. Sheridans mænd gennemførte deres arbejde ubarmhjertigt og grundigt og gjorde 1.000 km² ubeboeligt. Ødelæggelserne var en forsmag på den brændte jords taktik, som Sherman gennemførte i Georgia senere på året – fjern modstanderens operationsbase, og lad befolkningen, som støtter ham, føle krigens virkning. Beboerne i dalen omtalte denne omfattende destruktion som "The Burning". Sydstatshæren lå ikke stille i denne periode, og Sheridans mænd var generet af guerillaraids udført af partisaner under oberst John S. Mosby.
Sheridan antog, at Jubal Early var sat effektivt ud af spillet, og han overvejede at trække sin hær tilbage og vende tilbage til Grant ved Petersburg, men så fik Early forstærkninger, og 19. oktober i slaget ved Cedat Creek gennemførte han et veludført overraskelsesangreb, mens Sheridan var 16 km væk ved Winchester. Da han hørte den svage lyd af artilleri, red han hurtigt tilbage. Han nåede slagmarken omkring kl. 10.30 og begyndte at få samling på sine mænd. Heldigvis var Earlys mænd for optagede til at opdage noget. De var sultne og udmattede og gav sig til at plyndre Unionslejren. Sheridan får som regel æren for at have klaret problemerne, selv om generalmajor Horatio G. Wright, som kommanderede Sheridans VI korps, allerede havde fået samlet sine mænd og stoppet deres retræte. Early fik sit alvorligste nederlag, som stort set forhindrede hans hær i at foretage offensive træk fremover. Sheridan fik et personligt takkebrev fra Abraham Lincoln og forfremmelse til generalmajor i den regulære hær med virkningen fra 8. november 1864, hvilket gjorde ham til den fjerdehøjest rangerende general i hæren efter Grant, Sherman og Meade. Et berømt digt, Sheridan's Ride, blev forfattet af Thomas Buchanan Read for at minde om generalens tilbagekomst til slaget. Sheridan nød berømmelsen, som Reads digt gav ham, og omdøbte sin hest "Rienzi" til "Winchester" baseret på digtets omkvæd: "Winchester, tyve miles væk." Digtet blev brugt meget under Republikanernes kampagne for at få genvalgt Lincoln til præsident, og Lincolns store sejr er af nogle tilskrevet dette.
Sheridan tilbragte de næste måneder i små træfninger og på at bekæmpe guerillaer. Selv om Grant fortsat tilskyndede ham til at marchere sydpå og bryde Virginia Central Railroads forsyningslinjer til Petersburg, modsatte han sig det. Wrights VI korps vendte tilbage til Grant i november. Sheridans resterende folk, primært kavaleri og artilleri, drog omsider ud af deres vinterkvarter 27. februar 1865 og gik mod øst. Ordrerne fra general Grant var omfattende: De skulle ødelægge Virginia Central Railroad og James River and Kanawha Canal, om muligt erobre Lynchburg, og derefter enten slutte sig til William T. Sherman i North Carolina eller vende tilbage til Winchester.

### Appomattox kampagnen
Sheridan fortolkede Grants ordre frit, og i stedet for at gå mod North Carolina drog han ud for at blive genforenet med Army of the Potomac ved Petersburg. I sine erindringer skrev han: "Jeg havde på fornemmelsen, at krigen var ved at være slut, og jeg ønskede at mit kavaleri skulle deltage i afslutningen." Hans største præstation i borgerkrigen var hans ubarmhjertige forfølgelse af Lees hær, hvor hans indsats i Appomattox kampagnen var af afgørende betydning for Grant.
På vej til Petersburg fangede han resterne af Earlys hær 2. marts i slaget ved Waynesboro, og 1.500 soldater overgav sig. Den 1. april afskar han Lees forsyningslinje i slaget ved Five Forks og tvang dermed Lee til at evakuere Petersburg. Under dette slag lagde han generalmajor K. Warrens militære karriere i ruiner ved at fratage ham kommandoen over V Korps under omstændigheder, som en krigsret senere fastslog var ubegrundede.
Sheridans aggressive og veludførte gennemførelse af slaget ved Sayler's Creek 6. april beseglede Lees skæbne, og ca. 20% af dennes resterende styrke blev taget til fange. Præsident Lincoln sendte Grant et telegram den 7. april: "General Sheridan siger, at 'hvis vi presser på, tror jeg, at Lee overgiver sig' Pres på!" I slaget ved Appomattox Courthouse 9. april 1865 blokerede Sheridan Lees flugtvej og gennemtvang dermed overgivelsen af Army of Northern Virginia senere på dagen. Grant opsummerede Little Phils indsats i disse sidste dage: "Jeg tror ikke, at der findes nogen som overgår General Sheridan som general, hverken levende eller død, og måske endda ikke hans lige".

## Genopbygning
Efter Lees general Joseph E. Johnston overgivelse i North Carolina var den eneste større sydstatshær den i Texas under general Edmund Kirby Smith. Grant udpegede Sheridan til at lede Det sydvestlige Militærdistrikt 17. maj 1865 med ordre til uden forsinkelse af besejre Smith og skaffe Texas og Louisiana tilbage under Unionens kontrol. Smith overgav sig imidlertid, inden Sheridan nåede til New Orleans. Grant var også bekymret over situationen i Mexico, hvor 40.000 franske soldater opretholdt den østrigske ærkehertug Maximilians marionetstyre og gav Sheridan tilladelse til at samle en stor okkupationsstyrke i Texas. Sheridan samlede 50.000 mand i 3 korps og besatte hurtigt Texas' kystbyer, søgte ind i landet og begyndte at overvåge grænsen til Mexico. Tilstedeværelsen af hæren, politisk pres og den stigende modstand fra Benito Juárez fik franskmændene til at opgive deres krav på Mexico, og Napoleon III trak sine tropper tilbage i 1866. I sine erindringer indrømmede Sheridan, at han havde leveret våben til Juárez' styrker: "... forsynet med våben og ammunition, som vi efterlod på hensigtsmæssige steder på vores side af floden, så de kunne falde i deres hænder."
Den 30. juli 1866, mens Sheridan var i Texas, afbrød en hvid pøbel i New Orleans delstatens forfatningsmøde, og 34 sorte blev dræbt. Kort tid efter vendte Sheridan tilbage, og han telegraferede til Grant: "Jo mere information jeg modtager om begivenhederne den 30. her i byen, jo mere oprørende bliver det. Det var ikke optøjer, det var en ren massakre." I marts 1867, hvor Rekonstruktionen knapt var begyndt, blev Sheridan udpeget til militærguvernør i Det femte Militærdistrikt (Texas og Louisiana). Han satte kraftige begrænsninger for tidligere sydstatsfolks muligheder for at blive registreret som vælgere og forlangte, at kun registrerede vælger (inkl. sorte mænd) kunne vælges til at gøre tjeneste i juryer.
En undersøgelse af optøjerne i 1866 viste, at mange lokale embedsmænd havde deltaget, og Sheridan afsatte borgmesteren i New Orleans, justitsministeren i Louisiana samt en distriktsdommer. Senere afsatte han statens guvernør James M. Wells og beskyldte ham for at være "en politisk lurendrejer og en uærlig mand". Han afsatte også Texas' guvernør James W. Throckmorton, en tidligere sydstatsmand, idet han beskyldte ham for at være en "forhindring ved genopbygningen af staten", og erstattede ham med en republikaner, som havde tabt det forrige valg til Throckmorton. Sheridan havde ligget i strid med præsident Andrew Johnson i måneder om, hvordan den såkaldte Military Reconstruction Act skulle fortolkes og temaer omkring stemmeret, og inden for en måned efter fyringen af den anden guvernør fjernede præsidenten Sheridan fra sin post. Til den rasende Grant sagde Johnson, at "hans regime har rent faktisk været et absolut tyranni uden forbindelse til principperne for regering og naturen i vore frie institutioner."
Hvis Sheridan var upopulær i Texas, havde han heller ikke meget til overs for staten. I 1866 citerede aviser ham for at sige: "Hvis jeg ejede Texas og helvede, ville jeg udleje Texas og bo i helvede", en udtalelse, som han gentog ved forskellige lejligheder i de kommende år.
Under Grants præsidentperiode fik Sheridan tildelt opgaver i Vesten, men ved to lejligheder blev han sendt til Louisiana for at løse problemer, som havde baggrund i genopbygningen. I januar 1875 greb føderale tropper ind over for Louisianas lovgivende forsamling, efter at både republikanere og demokrater havde forsøgt at få herredømmet over den på uhæderlig vis. Sheridan støttede den republikanske carpetbagger, guvernør William P. Kellogg, vinder af det omdiskuterede valg i 1872, og bekendtgjorde at alle opponenter af hans styre var banditter, som skulle stilles for militære tribunaler og miste deres habeas corpus rettigheder. Grant-regeringen trak i land efter voldsom offentlig kritik. En overskrift i avisen New York World lød "Tyranni! En selvstændig stat myrdet!" Igen i 1876 blev Sheridan sendt til New Orleans for at sørge for ro oven på præsidentvalget.

## Indianerkrige
Indianerne på de store prærier havde stort set forholdt sig roligt under borgerkrigen. I 1864 angreb oberst John Chivington fra staten Colorados milits en fredelig landsby med arapaho- og sydlige cheyenne-indianere ved Sand Creek i Colorado og dræbte over 130 indianere. Angrebet blev startskuddet på en omfattende krig med indianerne. Beskyttelsen af de store prærier hørte under militærdistriktet Department of the Missouri, et område på over over 2,6 mio. km², som omfattede alt land mellem Mississippi-floden og Rocky Mountains. Generalmajor Winfield S. Hancock havde fået kommandoen over distriktet i 1866, men han forkludrede sin opgave, hvilket resulterede i gengældelsesangreb fra sioux- og cheyenne-indianere. Indianerne fortsatte med at angribe postvogne, afbrænde stationer og dræbe de ansatte. Derudover voldtog, myrdede og kidnappede de et betydeligt antal nybyggere i grænseområderne. Under pres fra en række guvernører fra de store prærier henvendte general Grant sig til Phil Sheridan.
I august 1867 udpegede Grant Sheridan til at lede militærdistriktet i Missouri og sørge for fred på prærien. Hans tropper var dog, selv om de fik støtte fra lokale civilforsvar, for spredt placeret til at have nogen reel effekt. Han udtænkte en strategi, som mindede om den, han havde brugt i Shenandoah dalen. I vinterkampagnen i 1868-1869 angreb han cheyenne-, kiowa og comanche-stammer i deres vinterkvarterer, tog deres forsyning og kvæg, dræbte de som gjorde modstand og drev resten tilbage til deres reservater. Ved at få Kongressens opbakning til jagt på og nedslagtning af de enorme flokke af bisonokser på de store prærier fik Sheridan fjernet indianernes vigtigste fødekilde.
Professionelle jægere, som trængte ind på indiansk område, dræbte over 4 millioner bisoner frem til 1874. Da Texas' lovgivende forsamling overvejede at forbyde krybskytteri på indiansk område, mødte Sheridan personligt op og afgav vidnesbyrd imod forslaget. Han foreslog, at den lovgivende forsamling skulle give hver jæger en medalje med en død bison på den ene side og en modløs indianer på den anden. Denne strategi fortsatte, indtil indianerne overholdt deres traktater. Sheridans militærdistrikt indgik i Red River krigen, Ute krigen og Black Hills krigen, som resulterede i tabet af den velanskrevne underordnede oberstløjtnant George Armstrong Custer. Angrebene fra indianerne tog af i løbet af 1870'erne og var omtrent ovre i de tidlige 1880'ere, da Sheridan blev øverstkommanderende over den amerikanske hær. Reelt var Indianerkrigene først afsluttet omkring 1900.
Der er en ofte fortalt historie, som tilskrives Sheridan under hans kampagne mod indianerne.
Comanchehøvdingen Tosawi eller Silver Knife skulle efter sigende havde have sagt til Sheridan i 1869: "Jeg, Tosawi; jeg god indianer", til hvilket Sheridan svarede: "De eneste gode indianere, jeg nogensinde har set, var døde". Citatet blev fordrejet til "Den eneste gode indianer er en død indianer", en lidt mere nedsættende version, som lige siden har været brugt til at bagvaske hans karriere som indianerbekæmper. Sheridan afviste at have sagt sådan til Tosawi. Tidligere, den 28. maj 1868, havde James M. Cavanaugh sagt noget tilsvarende i Repræsentanternes Hus, og det kan fejlagtigt være blevet tilskrevet Sheridan. På baggrund af information i Dee Browns bog Bury My Heart at Wounded Knee, som indeholder et indiansk syn på Amerikas historie, fandt politologen Mario Marcel Salas indikationer på, at Sheridans udsagn var blevet bekræftet af Tosawi. Salas argumenterer, at uanset hvilken variation af udtalelsen, der er den rigtige, sværter den Sheridan som en racistisk massemorder. Sheridans job ifølge Brown var at jage og myrde alle indianere, som ikke frivilligt ville opgive deres land.

## Andre opgaver
Sheridan blev forfremmet til generalløjtnant 4. marts 1869. I 1870 sendte præsident Grant ham på Sheridans egen anmodning af sted som observatør under den fransk-preussiske krig. Som gæst hos Wilhelm I var han tilstede da Napoleon III overgav sig til tyskerne, hvilket var en tilfredsstillelse for Sheridan oven på hans erfaringer med franskmændene i Mexico. Senere tog han rundt i det meste af Europa og vendte tilbage til Grant og fortalte, at selv om preusserne var "meget gode, tapre fyre, som var gået ind i hvert slag for at vinde … var der ikke noget at lære der rent professionelt". Han kritiserede deres brug af kavaleri og sammenlignede deres metoder med den måde, som Meade havde forsøgt at kontrollere ham på.
I 1871 var Sheridan til stede i Chicago under den store brand og koordinerede det militære hjælpearbejde. For at skabe ro havde borgmesteren sat byen i undtagelsestilstand og udstedt en proklamation, som overdrog kommandoen over byen til Sheridan. Da der ikke var nogen omfattende forstyrrelser af ro og orden, blev undtagelsestilstanden afblæst efter nogle dage. Selv om Sheridans egen bolig ikke blev ramt, blev alle hans militære og personlige papirer ødelagt.
Sheridan gjorde tjeneste som øverstbefalende i veteranorganisationen MOLLUS fra 1886 til 1888.
Den 1. november 1883 efterfulgte Sheridan William T. Sherman som øverstkommanderende general for USA's hær og beholdt denne stilling til kort før sin død. Den 1. juni 1888 blev han forfremmet til general i den regulære hær, samme rang som Grant og Sherman havde haft før ham.

## Yellowstone
Beskyttelsen af området omkring Yellowstone var Sheridans personlige mærkesag. Han udpegede løjtnant Gustavus Doane til at eskortere Washburn-ekspeditionen i 1870 og kaptajn John W. Barlow til at eskortere Hayden-ekspeditionen i 1871. Så tidligt som i 1875 gik Sheridan ind for, at området kom under militær kontrol for at forhindre ødelæggelse af naturformationer og dyreliv.
I 1882 tildelte indenrigsministeriet Yellowstone Park Improvement Company retten til at opbygge 16 km² i parken. Deres plan var at bygge en jernbane i parken og sælge området til udviklere. Sheridan organiserede personligt modstanden mod planen og lagde pres på Kongressen for opnå beskyttelse af parken, herunder udvidelse og militær kontrol, samtidig med at området, som kunne udvikles blev reduceret til 40.000 m², som ikke måtte ligge i nærheden af parkens attraktioner. Derudover arrangerede han en ekspedition for præsidenten og andre indflydelsesrige mænd til parken. Hans lobbyarbejde gav hurtigt resultat. En vedtagelse i 1883 gav Sheridan og hans støtter næsten alt det, de havde bedt om. I 1886 efter en række íneffektive og undertiden kriminelle inspektører beordrede Sheridan 1. US kavaleriregiment ind i parken. Militæret drev parken, indtil National Park Service overtog den i 1916.

## Personlige liv
Den 3. juni 1875 giftede Sheridan sig med Irene Rucker, datter af Army Quartermaster General Daniel H. Rucker. Hun var 22, han 44. De fik fire børn: Mary i 1876, tvillingerne Irene og Louise i 1877 og Philip, Jr. i 1880. Efter brylluppet flyttede Sheridan og hans kone til Washington D.C., hvor de boede i et hus, som borgerne i Chicago skænkede dem i taknemmelighed over Sheridans indsats for byen efter den store brand i 1871.
Philip Sheridan blev ramt af en række alvorlige hjerteanfald to måneder efter, at hans erindringer var gået i trykken. Selv om han kun var 57, havde et hårdt liv og en livslang kærlighed til god mad og drikke gjort sin virkning. Han var tynd som ung, men han var nået op på over 90 kg. Efter det første hjerteanfald fik kongressen hurtigt vedtaget en lov, som udnævnte ham til general, og han modtog meddelelsen fra Kongressen med glæde, trods sine smerter. Hans familie flyttede ham væk fra varmen i Washington, og han døde i sit sommerhus i Nonquitt i Massachusetts.
Hans lig blev sendt tilbage til Washington, og han blev begravet på en bakke med udsigt til Washington nær Arlington House på Arlington National Cemetery. Begravelsen var med til at give Arlington nationalstatus. Hans kone Irene giftede sig aldrig igen. Hun sagde. "Jeg vil hellere være Phil Sheridans enke frem for en hvilken som helst levende mands kone."
Philip Sheridan, Jr., fulgte i sin fars fodspor og fik eksamen fra West Point som en af de sidste i klassen i 1902. Han gjorde tjeneste som løjtnant i kavaleriet, var militæradjudant for præsident Theodore Roosevelt og var i Washington D.C. ved generalstaben. Han døde også af et hjerteanfald som 37-årig i 1918.

## Til minde om
Til minde om Philip Sheridan og hans betydning for USA's historie er en række lokaliteter, bygninger og ting blevet opkaldt efter ham. Blandt andet:
- Fort Sheridan i Illinois blev opkaldt for at ære general Sheridans mange tjenester for Chicago.
- M551 Sheridan kampvognen.
- Mount Sheridan i Yellowstone National Park blev opkaldt efter Sheridan af kaptajn John W. Barlow i 1871.
- Sheridan optrådte på 10 $ pengesedler udgivet i 1890 og 1891.[54] Hans buste dukkede op igen på 5$ sedler i 1896. Der er tale om sjældne sedler, som er meget efterspurgt blandt samlere i dag.
- Sheridan County i Montana, Wyoming, og Kansas, er opkaldt efter ham og det samme gælder byerne Sheridan i Montana, Wyoming, Arkansas, og Oregon.
- Sheridan Square i New York City er opkaldt efter generalen, og hans statue står i nærheden i Christopher Street Park.
- I Washington er der både en Sheridan Circle og en Sheridan Street opkaldt efter ham.
- Den eneste rytterstatue i Ohio fra borgerkrigen er til ære for Sheridan. Den står i Somerset, Ohio, ikke langt fra huset, hvor han voksede op.
- Sheridan Road i Lawton Oklahoma fører til Fort Sill, hvor Sheridan sagde ordene: "De eneste gode indianere, jeg nogensinde så, var døde."
- Sheridan Drive i Arlington National Cemetery fører delvis rundt om det område, som rummer generalens grav.
- En statue af Sheridan skabt af Allen George Newman Står i Scranton, Pennsylvania.

## Eksterne links
- PBS on Sheridan Arkiveret 17. november 2007 hos  Wayback Machine
- Sheridan's Ride poem
- Pictures of US Treasury Notes featuring Philip Sheridan, provided by the Federal Reserve Bank of San Francisco. Arkiveret 16. januar 2009 hos  Wayback Machine